# Cariancha cariboba
Cariancha cariboba är en insektsart som beskrevs av Paul W. Oman 1938. Cariancha cariboba ingår i släktet Cariancha och familjen dvärgstritar. Inga underarter finns listade i Catalogue of Life.